# Tyrone Giordano
Tyrone Giordano (* 18. April 1976 in Hartford, Connecticut) ist ein gehörloser US-amerikanischer Schauspieler.
Tyrone Giordano begann seine Karriere in Washington, D.C. Er war Mitglied einer kleinen Truppe von gehörlosen und hörenden Schauspielern. Ihm wurde die Teilnahme an einer Produktion von The Miracle Worker angeboten, was seine erste große Rolle wurde.
Für eine kurze Zeit lehrte er in Kendall. Im Jahr 1999 macht Giordano seinen Bachelor of Arts in englischer Literatur an der Gallaudet University. Im September 2001 spielte er die Hauptrolle in Big River, einem Stück, das ursprünglich am Deaf West Theatre in Los Angeles gespielt wurde. Big River wurde ein großer Erfolg in Los Angeles, so dass das Stück im Taper Forum erneut gespielt wurde.
Im Mai 2003 debütierte das Stück am Broadway, wo Teile des ursprünglichen Ensembles dabei waren, so auch Giordano. Er blieb die meiste Zeit (Juni 2004 bis Juni 2005) der jahrelangen USA-Tournee dabei und ging auch mit der Produktion nach Japan. Er unterbrach sein Engagement lediglich um den Erfolgsfilm Die Familie Stone zu drehen, in dem er den gehörlosen, homosexuellen Bruder von Dermot Mulroney spielt.
In dem Film So was wie Liebe spielt er ebenfalls den gehörlosen Bruder, diesmal von Ashton Kutcher.

## Filmografie
- 2005: So was wie Liebe (orig. Titel: A Lot Like Love)
- 2005: Die Familie Stone
- 2008: Untraceable
- 2009: Verrückt nach Steve (orig. All about Steve)
- 2010: 72 Stunden – The Next Three Days
- 2011: CSI: Vegas (Fernsehserie, 1 Folge)